# Bianca di Coucy

Stemma Coucy

Bianca di Coucy (1370 circa – 1437) è stata una nobildonna francese, signora di Encre, La Ferté-Gaucher e Montmirail, nipote di Guglielmo I di Coucy (1288-1335), signore di Coucy.

## Biografia
Era figlia di Raoul III di Coucy, signore di Montmirail e di Giovanna d'Harcourt.
Sposò Ugo II di Pierrepont, conte di Roucy dal 1392 al 1395 ed ebbe sette figli e tra questi:
- Margherita (1390-1419), signora di Encre, sposò nel 1403 Tommaso III di Saluzzo, marchese di Saluzzo (da cui Giovanna, sposò Guy IV di Clermont Nesle)
- Bianca (?-1421), sposò nel 1414 Luigi I di Borbone-Vendôme, conte di Vendôme e Gran maestro di Francia[3]. Il figlio Giovanni VI di Pierrepont divenne signore di Montmirail, dal 1395 al 1415.